# Biblicisme
Biblicisme er en betegnelse for den teologiske retning der lægger vægten på Bibelens ord og ikke på senere lære i kirke og teologi. Bibelen udlægges ganske rigoristisk således at man nærmer sig eller tilstræber en bogstavtro forståelse, og at det er Guds åbenbarede ord man finder i Bibelen.
En modsat retning går ind for anvendelse af en såkaldt historisk-kritisk metode i fortolkningen af Bibelen, så den fortolkes som historisk betingede udtryk for menneskers tro.
Luthers princip sola scriptura, "skriften alene", har været anvendt som begrundelse for forskellige skriftsyn, der har betragtet det som forløber for deres eget syn.